# Monsonia luederitziana
Monsonia luederitziana là một loài thực vật có hoa trong họ Mỏ hạc. Loài này được Focke & Schinz mô tả khoa học đầu tiên.